# Жінки в середні віки

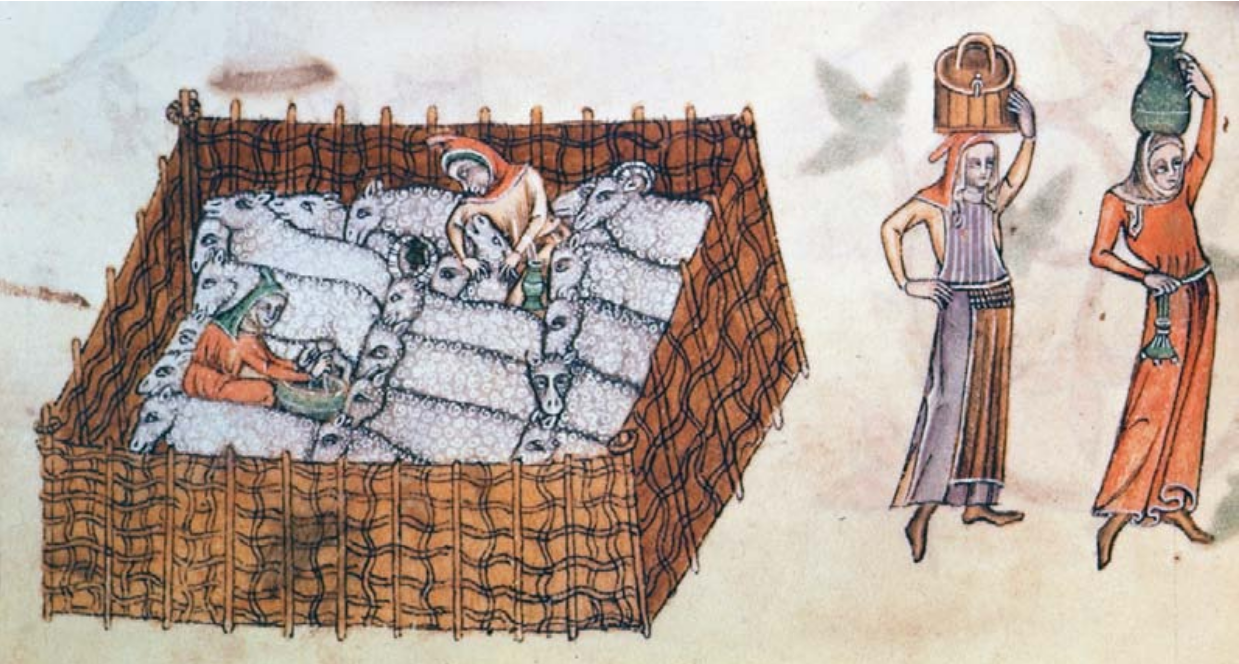
Сцена сільського господарства з англійського Псалтира Латтрелла 14-го століття з жінкою, яка доїть овець, і двома жінками, які несуть посудини на своїх головах

Жінки в середньовічній Європі відігравали важливі соціальні ролі. Попри такі мізогінні практики, як полювання на відьом, вони набували незалежності через вдівство чи відмову від шлюбу, були регентками, воячками, ремісницями, черницями та святими, мали вплив як письменниці і мислительки та владу, як-от абатиса чи правляча королева. Концепт жіночності зазнав значних змін протягом середньовіччя, ролі жінок розширювались у суспільстві та економіці. Проте через останні тенденції переосмислення ролі жінок цього періоду їхні досягнення часто затьмарювалися діяльністю чоловіків. Хоча заведено вважати, що жінки брали участь лише в церковному житті та працювали вдома, насправді їхній вплив на середньовіччя був значно більшим. 

## Соціальні групи жінок

### Жінки середньовічної еліти
У середньовіччі вищі соціально-економічні групи зазвичай включали королівські родини та шляхту. Посібники з поведінки того часу уявляють роль жінок еліти як підкорення чоловікові, збереження їхньої чесноти, народження потомства та нагляд за господарством. Обов’язки тих жінок, які дотримувалися цих традиційних ролей, могли бути значними, оскільки приватні господарства іноді включали десятки людей.

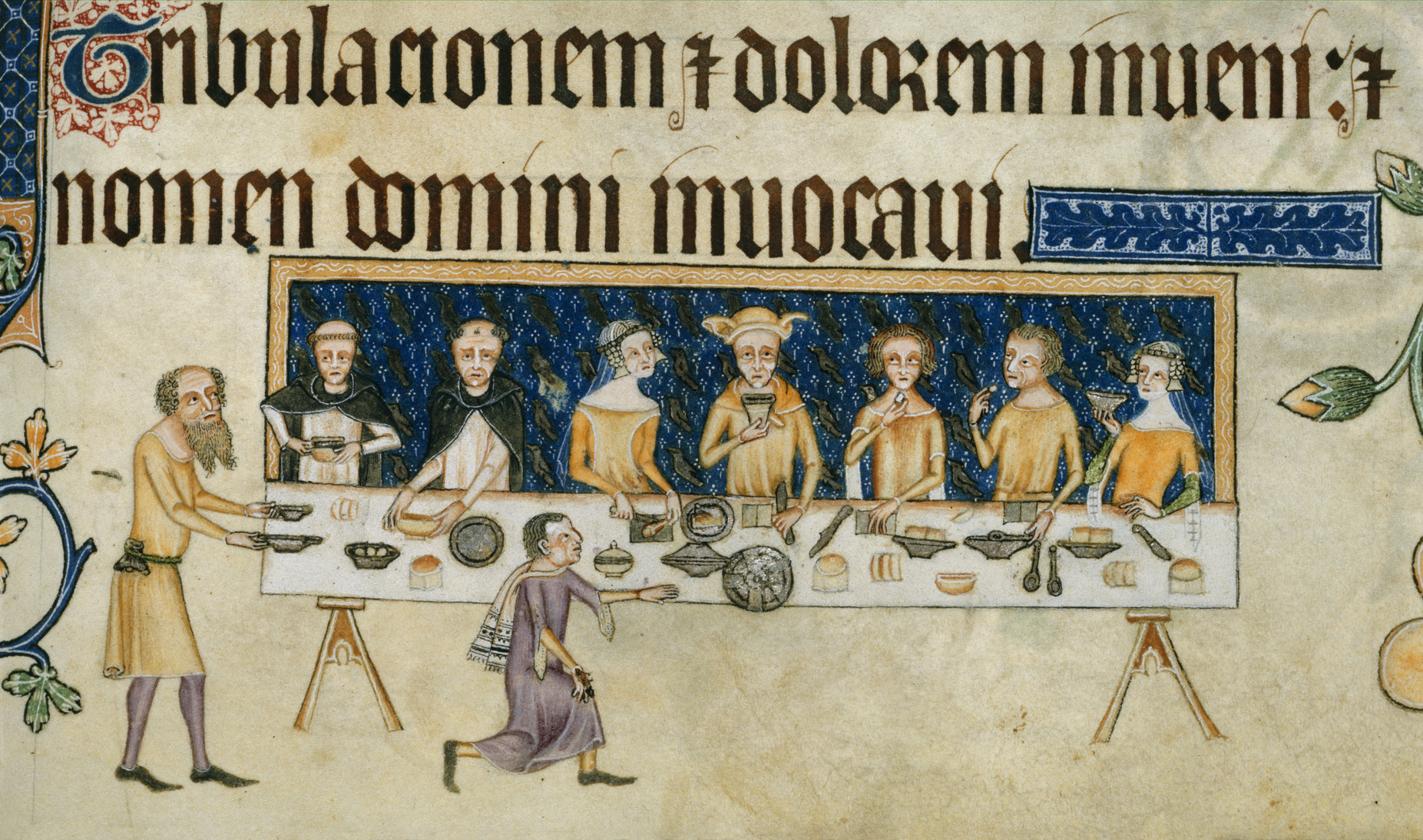
Сер Джеффрі Латтрелл за столом - Латтреллський псалтир (бл.1325-1335)

Крім того, коли їх чоловіки були вдалині, роль жінок могла значно зростати. У період Високого та Пізнього середньовіччя було чимало королівських і дворянських жінок, які брали на себе управління володіннями своїх чоловіків під час їх відсутності, включаючи оборону, а подекуди навіть носіння зброї.
Шляхетні жінки були невіддільною частиною культурного та політичного середовища свого часу завдяки своєму становищу та родинним зв’язкам. Виконуючи роль регенток, представниці знаті перебирали на себе всі феодальні, економічні, політичні та судові повноваження своїх чоловіків або неповнолітніх спадкоємців. Цим жінкам не заборонялося отримувати феоди чи володіти нерухомістю за життя їхніх чоловіків. Шляхетні жінки часто виступали меценатками літератури, мистецтва, монастирів, а також духовних осіб. Нерідко вони володіли знанням латинської літератури.

### Середньовічні селянки
У питанні праці селянки зазнавали більшої гендерної рівності, ніж їхні знатні сучасниці, хоча більшість дослідників погоджуються, що жінки з бідних верств усе ж залишалися у підпорядкованому становищі, подібно до інших жінок середньовічного суспільства. Жінкам зазвичай було заборонено займати виборні посади в міських радах, а на сільських зборах вони, ймовірно, були присутні лише за умови, що були незаміжніми або овдовілими. Через погане харчування та ризики, пов’язані з пологами, середня тривалість життя селянок при народженні, ймовірно, становила близько 25 років, що було нижчим показником, ніж у селян-чоловіків. У деяких регіонах цей демографічний дисбаланс спричинив співвідношення чотирьох чоловіків до трьох жінок.
Історик Кріс Міддлтон описував життя англійських селянок як вкрай обмежене, зазначаючи: «Життя селянки було, фактично, оточене заборонами та обмеженнями». Незаміжні жінки перебували під владою чоловіка – голови їхньої родини, тоді як одружені повністю підкорялися своїм чоловікам. Селянки рідко володіли землею протягом тривалого часу, мали обмежені можливості для навчання ремесла чи просування далі, окрім ролі помічниці, і не могли займати офіційних посад. 
Феодали накладали численні обмеження на поведінку селянок, керуючись передусім фінансовою вигодою, а не моральними міркуваннями. Якщо жінка завагітніла поза шлюбом або вступила в дошлюбні інтимні стосунки, пан міг вимагати компенсацію. Ба більше, сексуальні стосунки поза офіційним шлюбом часто вимагали згоди феодала. Навіть без нагляду з боку пана, жінки залишалися під контролем батьків, братів або інших родичів-чоловіків, що значно обмежувало їхню незалежність.
Міддлтон зазначав деякі винятки з цієї тенденції. Селянки могли виступати з позовами в поміщицьких судах, деякі жінки-власниці земель користувалися імунітетом від втручання з боку чоловіків-однолітків і феодалів, а певні ремесла, зокрема пивоваріння, надавали жінкам певну незалежність. Однак він стверджував, що ці винятки не змінювали “загальної моделі жіночої підлеглості”.

#### Групи сільських жінок
Перша група селянок складалася з вільних землевласниць. Ранні документи, такі як Exon Domesday і Книга Страшного суду, свідчать, що серед англійських землевласників 10–14% знатних тенів і незнатних вільних орендарів були жінками. У 54% угод щодо власності жінки діяли самостійно або разом із чоловіками та синами. Однак чіткіші записи про земельні права вільних селянок з’являються лише після XIII століття. Поміщицькі судові реєстри Англії фіксують випадки, коли вільні селяни продавали та успадковували землю, сплачували орендну плату, розпоряджалися боргами й кредитами, займалися пивоварінням, продавали ель і, якщо були невільними, виконували примусову працю для феодалів. Вільні селянки, на відміну від чоловіків, не могли обіймати посади суддів у маноріальних судах, констеблів чи рієвів.
Другою категорією середньовічних трудівників були кріпаки — як чоловіки, так і жінки, — які не мали майнових прав вільних орендарів. Вони не могли вільно залишати землі свого пана чи розпоряджатися своїм наділом. Кріпаки виконували роботу відповідно до своєї статі та часто залишалися під владою феодала в обмін на його захист. Жінки-кріпачки передавали свій статус дітям, тоді як діти успадковували шляхетний статус від батька. Кріпак міг здобути свободу, якщо пан його відпустив або якщо він утік і залишався непоміченим протягом року й одного дня — зазвичай у містах. Утікачів рідко вдавалося спіймати.

Одружені жінки-кріпачки мусили сплачувати своїм феодалам певні штрафи. Перший, меркет, сплачував її батько як компенсацію за втрату працівниці та майбутніх дітей. Другий, лейвіт, накладався за заборонені статеві зв’язки, щоб зберегти шлюбну цінність жінки та право пана на меркет. Феодали регулювали шлюби кріпаків, щоб контролювати земельні володіння, і могли змушувати жінок-кріпачок до шлюбу для народження майбутніх працівників. Згодом англійські феодали почали віддавати перевагу майорату, щоб зберегти цілісність селянських земельних наділів.

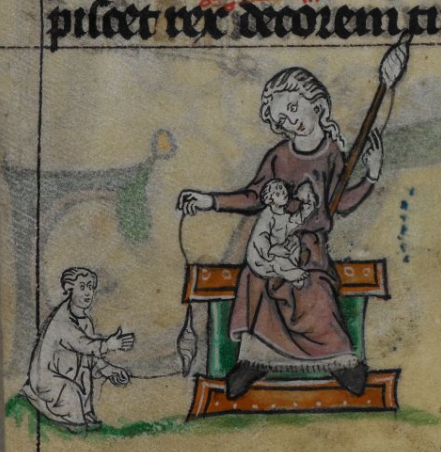
Прядіння з двома дітьми

## Аспекти життя жінок

### Громадянський дискурс жінок
Хоча багато жінок виконували традиційні ролі, і чоловіки мали впливовіше становище в суспільстві, численні жінки активно брали участь в цивільному дискурсі. Попри те, що голоси жінок були сильно придушені через недемократичний характер суспільства, вони мали голос через письмові роботи, у судах чи синоді. Хоча існує небагато доступних тлумачень громадської діяльності жінок, вони активно брали участь через писемність.

### Шлюб

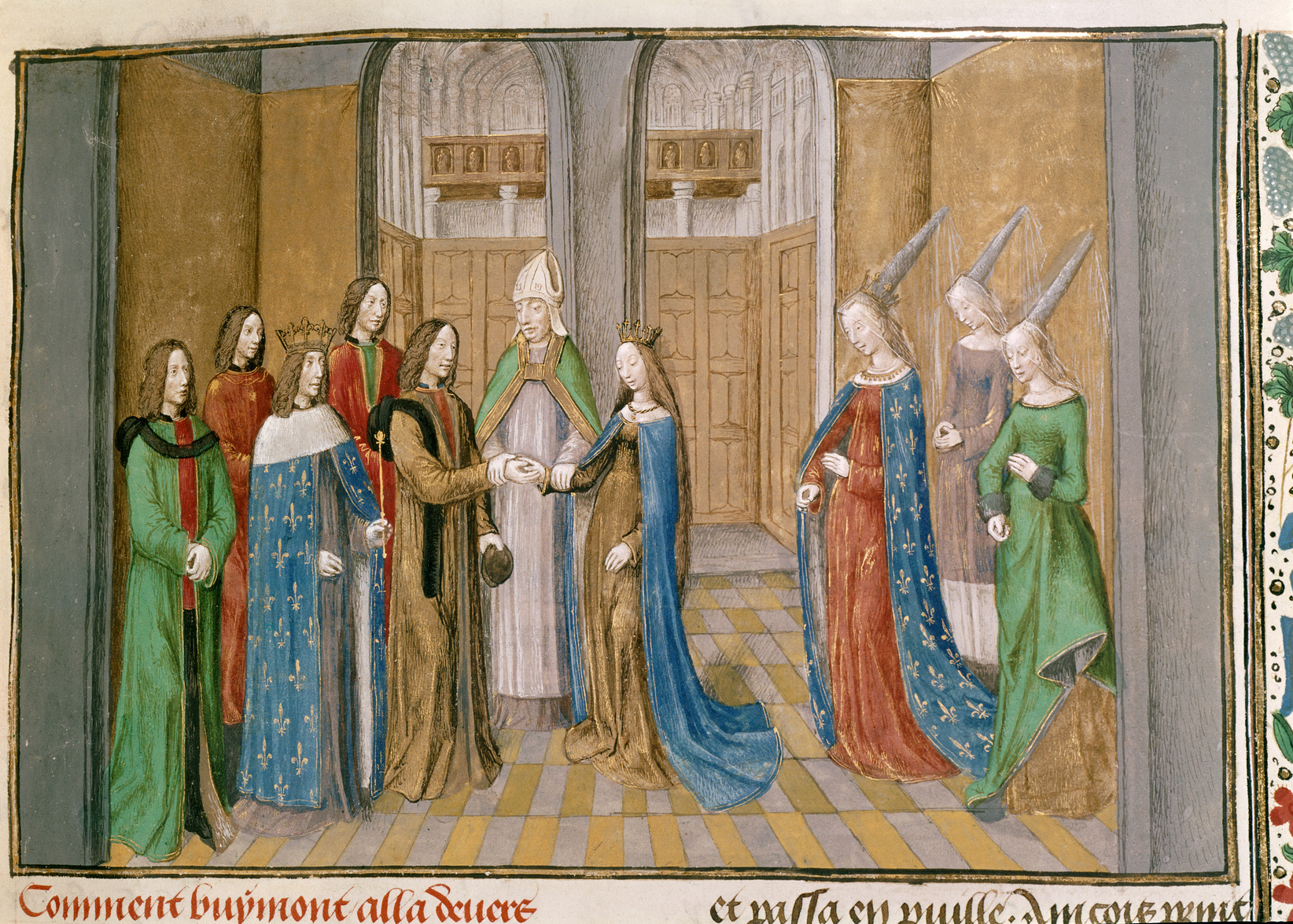
Королівське весілля (бл.1475).

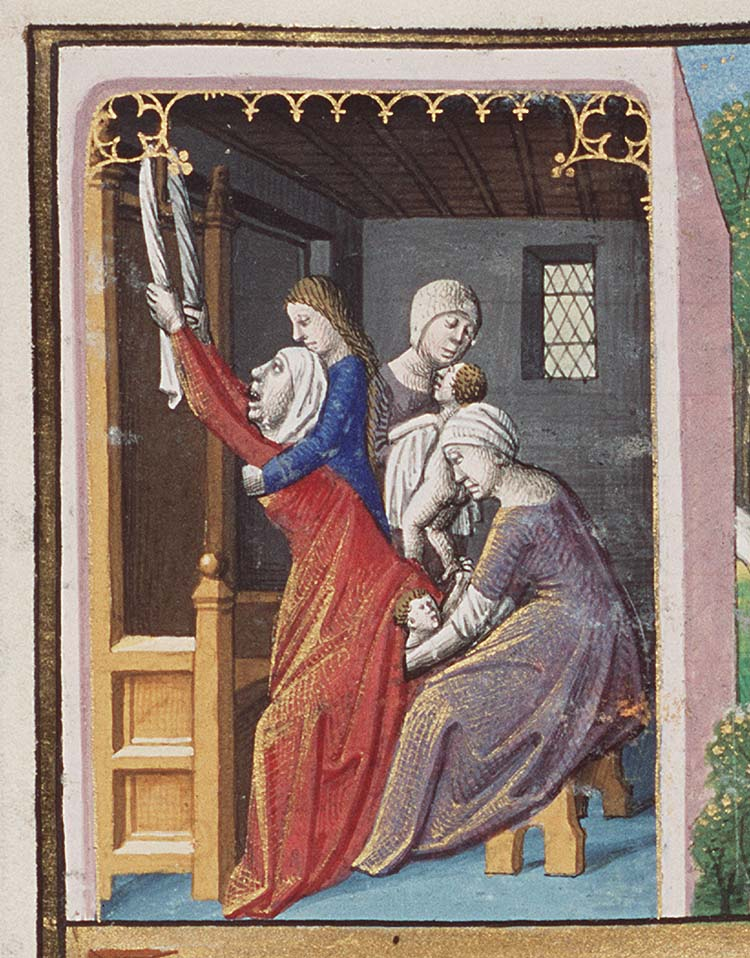
Біблійна сцена народження близнюків

Середньовічний шлюб мав як приватний, так і соціальний вимір. Згідно з канонічним правом, шлюб був ексклюзивним зв’язком, що надавав чоловікам контроль над жінками, водночас модеруючи права жінок. Чарльз Рейд вважає, що обидва з подружжя мали права щодо шлюбу та сексуального життя, включаючи згоду на шлюб, вимогу шлюбного боргу (обов’язку займатися сексом), можливість розлучитись та вибір місця поховання. Шлюб варіювався в залежності від регіону та часу. Пари могли одружуватися таємно або через родинні угоди, але з 12 століття взаємна Згода стала важливою згідно із західним канонічним правом. Таємні шлюби ставали юридично проблематичними, якщо пари пізніше заперечували їх дійсність.

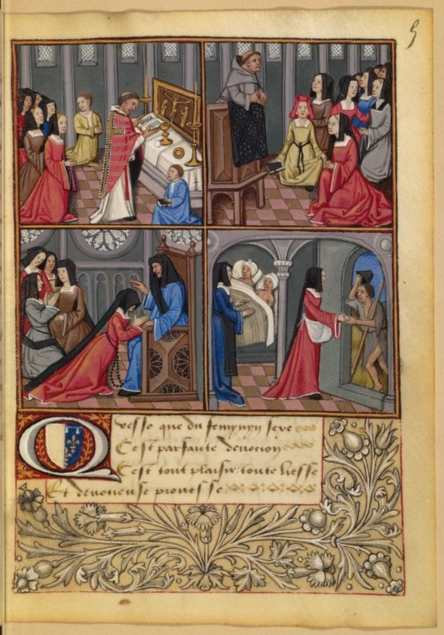
Сцена жіночої набожності (Франція; бл.1500)

Жінки нижчого класу — селянки, рабині та служниці — потребували згоди своїх господарів для укладання шлюбу, а шлюб без згоди призводив до покарання. Шлюб також розширював соціальні зв’язки. Дослідження Беннетт (1984) про Генрі Кройла-молодшого та Агнес Пеніфейдер у Бригстоку, Нортгемптоншир, показало, що видатні котеджі їхніх батьків у селі призвели до близько 2 000 записаних згадок про діяльність пари. Соціальні зв’язки Кройла-молодшого зростали через бізнес із його братами та односельцями, тоді як Пеніфейдер розширювала свою мережу через контакти свого чоловіка. Попри це, родинний альянс залишався обмеженим, оскільки Кройл-молодший майже не контактував зі своїм батьком після шлюбу, а Пеніфейдер підтримувала обмежений зв’язок зі своєю родиною, інтегруючись у зв'язки чоловіка.

#### Визвольне вдівство
Після смерті чоловіка вдови могли успадковувати його майно, часто навіть попри наявність дорослих синів. Хоча система першочергового спадкування надає перевагу чоловікам, вдови могли успадковувати землю, коли їхні сини були неповнолітніми або якщо для цього були передбачені спеціальні умови. Дослідження Пітера Франкліна (1986) щодо Торнбері під час Чорної смерті показало, що доволі високий відсоток вдов успішно утримували землю незалежно. Деякі вдови повторно вступали в шлюб через фінансові труднощі або очікування суспільства, особливо якщо в їхніх домівках жив слуга чоловічої статі. Багато вдів ніколи не одружувались знову, зберігаючи свою незалежність і контроль над своїм майном. Навіть молоді вдови, які мали більше шансів на повторний шлюб, часто обирали незалежність. Франклін описав вдовство як “визвольне”, оскільки воно давало жінкам більшу автономію — вони нарешті могли представляти себе в суді, наймати працівників і ефективно управляти своїм майном.
Деякі вдови з Торнбері одружувались кілька разів, що ускладнювало питання спадщини, особливо якщо вони мали дітей від другого чоловіка. Проте траплялися випадки, коли сини від першого шлюбу вдови успадковували майно другого чоловіка.  Канонічне право щодо повторного шлюбу варіювалося в залежності від регіону; як чоловіки, так і жінки могли вільно вступати в повторний шлюб або підпадати під обмеження перед тим, як одружитися знову.

### Володіння землею
Для процвітання середньовічним європейцям потрібне було право володіти землею, житлом та майном. Володіння землею та її успадкування мали різні форми в залежності від статі та регіону по всій середньовічній Західній Європі. Примогенітура була поширена в Англії, Нормандії та Баскському регіоні. У Баскському регіоні старший нащадок успадковував всі землі незалежно від статі[джерело?] ; в Нормандії отримати спадок могли тільки сини; в Англії старший син зазвичай успадковував усе майно, хоча іноді сини ділили спадщину, а дочки успадковували тільки за відсутності синів. У Скандинавії сини отримували вдвічі більше спадщини, ніж дочки, при цьому нащадки однієї статі ділили спадщину порівну. У північній Франції, Бретані та Священній Римській імперії успадкування було частковим — кожна дитина, незалежно від статі, отримувала рівну частку, хоча паризькі батьки могли надавати перевагу деяким дітям перед іншими.
Жінки, які володіли землею, незалежно від того, були вони одружені чи ні, мали право продавати або передавати свою землю за власним бажанням. Жінки керували маєтками, коли їхні чоловіки були відсутні через війну, політичні питання або паломництва. Однак з часом жінки все більше отримували рухоме майно, таке як речі чи гроші, як посаг, замість землі. Хоча володіння землею жінками зростало до приблизно 1000 року, після цього воно почало знижуватися. Комерціалізація суспільства ще більше зменшила володіння землею жінками, оскільки більше жінок покидали сільські райони, щоб працювати за заробітну плату як служниці або наймані працівниці. Тим не менш, середньовічні вдови часто самостійно керували та обробляли землю своїх покійних чоловіків. Вдови зазвичай мали перевагу перед дітьми при успадкуванні землі; в Англії вони отримували третину спільного майна, в той час як в Нормандії вони не могли успадковувати землю взагалі.
Відомими прикладами жінок-землевласниць у середньовічній Англії є графиня Гіта, мати Гарольда Годвінсона, яка володіла землями на південному заході; Аса, землевласниця в Йоркширі; та Джудіт, значна землевласниця в Східному Мідленді, всі записані в Книзі Страшного Суду. Інший приклад — Маргарет де Невілл, яка володіла великими землями в Йоркширі в 13-14 століттях.

### Жінки на ринку праці

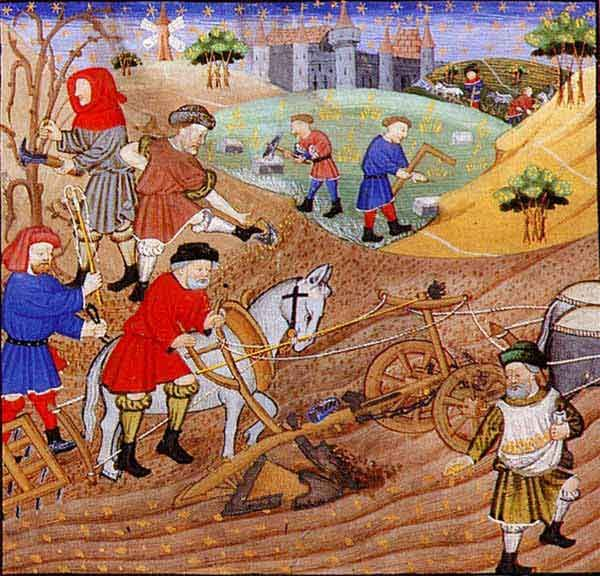
Сільське господарство

Дослідження свідчать, що серед селянських чоловіків і жінок існував незначний гендерний поділ праці. Чоловіки зазвичай орали, косили та молотили, тоді як жінки збирали залишки врожаю, виполювали бур’яни, в’язали снопи, заготовляли сіно та збирали дрова. Деяка робота, наприклад жнива, виконувалася спільно.
Економічні ролі жінок залежали від регіону. У Північній Європі дружини знатних купців брали участь у торгівлі, тоді як в Італії їх усували від праці. У Кастилії жінки спочатку мали сприятливе правове становище, але з часом воно погіршилося. Селянки та селяни працювали як удома, так і в полі, проте жінки частіше помирали в домашніх умовах — 30% смертей серед жінок ставалися вдома, порівняно з 12% серед чоловіків, тоді як 38% чоловіків помирали в полі, на відміну від 18% жінок.

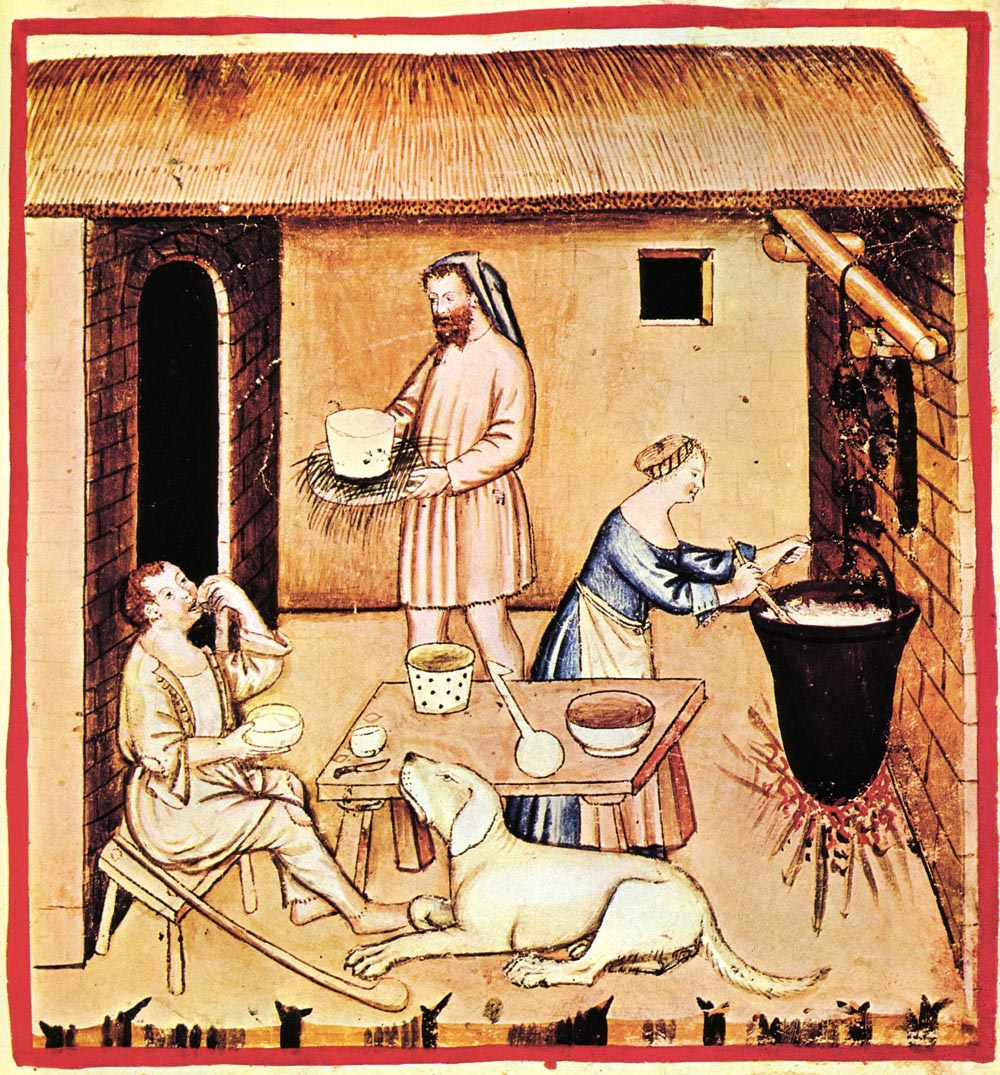
Сироваріння

Такі заняття, як приготування їжі, прання, пивоваріння та догляд за дітьми, були поширеними серед жінок, але не виключно жіночими. Поза домом 4% жінок гинули внаслідок нещасних випадків у сільському господарстві порівняно з 19% чоловіків, і жодна жінка не загинула на будівництві чи в столярній справі. Після Чорної смерті нестача робочої сили дозволила жінкам заповнити прогалини в сільському господарстві та текстильному виробництві, проте їхня оплата часто становила лише 50–75% від заробітку чоловіків. Попри патріархальні норми, деякі жінки виступали як незалежні економічні агентки, зокрема вдови та жінки-ремісниці.

### Жінки та церква
Жінки були багато задіяні у церкві, оскільки релігія у Середньовіччі була дуже важливим аспектом життя. Однак однією з найбільш помітних ролей, яку жінка могла мати в церкві, було служіння черницею або робота в лікарні (переважно також черниці). Жінки в загальному брали участь у житті церкви інакше від чоловіків, а також мали інші вірування. Наприклад, жінки мусили очиститися після пологів, не допускалися до причастя під час менструації. Більшість ідей щодо жінок у церкві створили чоловіки, тому ставлення до них впливали мізогінія, сексизм андроцентризм та гендерні ролі.

### Здоров’я жінок
Селянки в той період були піддані ряду забобонів, коли йшлося про їх здоров'я. У "Євангеліях від прялки", збірці французьких жіночих уявлень 15-го століття, було багато порад щодо жіночого здоров’я. «При лихоманці напишіть перші 3 слова «Отче наш» на листі шавлії, їжте його вранці протягом 3 днів, і ви одужаєте».
Залучення чоловіків до охорони здоров'я жінок було поширеним. Проте участь чоловіків була обмежена через заборону чоловікам дивитися на жіночі геніталії. Під час більшості зустрічей із практикуючими лікарями-чоловіками жінки залишалися одягненими, оскільки розглядати жіноче тіло вважалося сороміцьким.
Пологи розглядалися як найважливіший аспект здоров'я жінки в цей період; однак небагато історичних текстів документують цей досвід. Помічниці допомагали при пологах і передавали одна одній свій досвід. Крім виконання ролі акушерок чи черниць, жінки також виконували інші ролі, починаючи від лікарства і закінчуючи вузькоспеціалізованим цілительством, навіть якщо вони були нерівними порівняно з чоловіками, вони все одно знаходили спосіб працювати на важливих посадах. Повитухи, жінки, які приймали пологи, визнавалися законними медичними фахівчинями та отримували особливу роль в охороні здоров'я жінки. Існує римська документація в латинських творах, яка свідчить про професійну роль повитух та їхню участь у гінекологічній допомозі.

#### Харчування
Класичні письменники, такі як Арістотель, Пліній Старший та Гален, вважали, що чоловіки живуть довше, ніж жінки. 

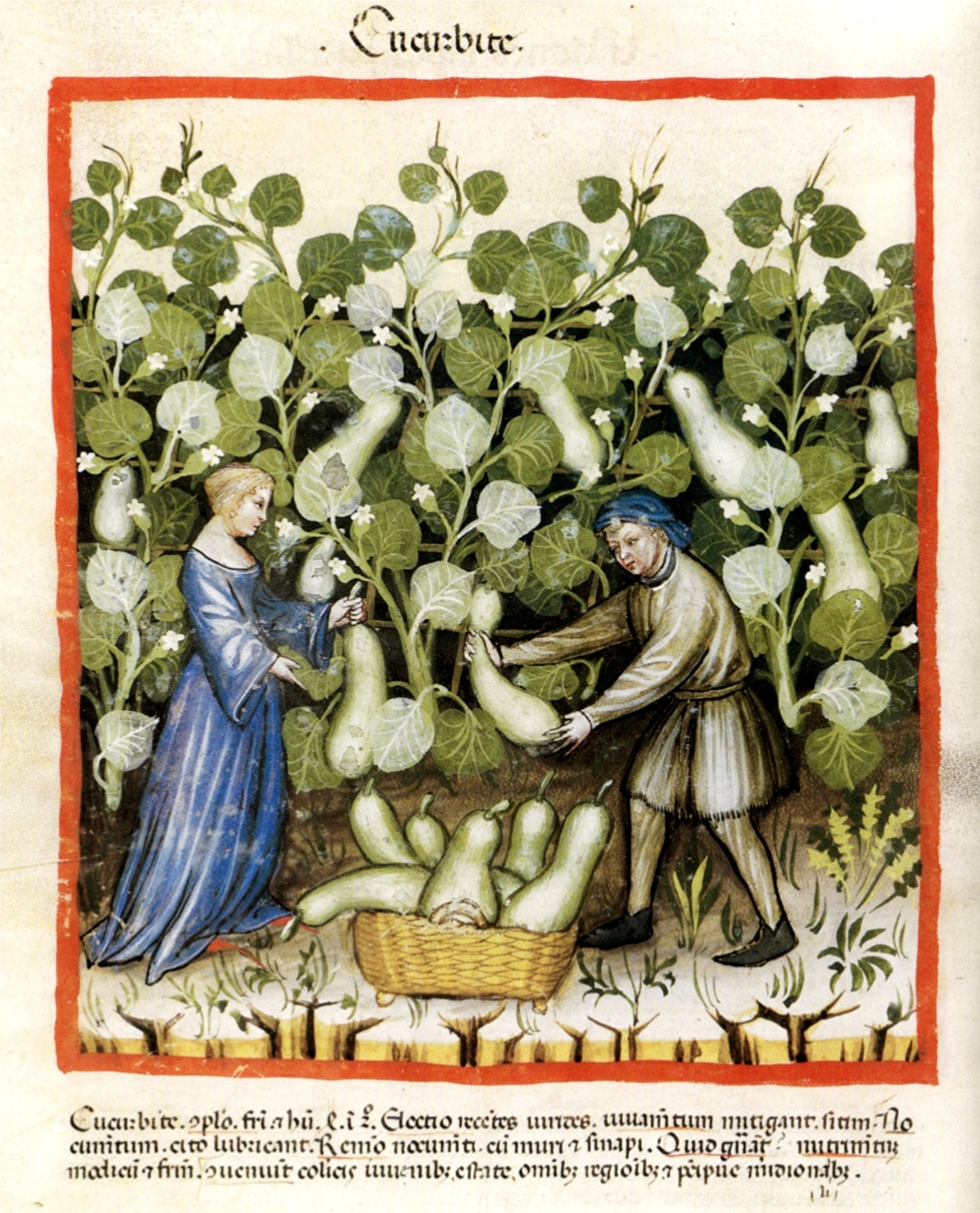
Збирання гарбуза.

Середньовічний єпископ Альберт Великий погоджувався з цим, але зазначав, що деякі жінки живуть довше, приписуючи це "очищенню" під час менструації та меншому споживанню їжі і навантаженню у роботі. Сучасні історики Буллоу і Кемпбелл стверджують, що вищий рівень смертності серед жінок у Середньовіччі був пов'язаний з дефіцитом заліза та білків через харчування, яке складалось в основному із зернових продуктів. Жінки потребували більше заліза через менструацію, вагітність і лактацію, але середньовічна дієта не забезпечувала достатню кількість м'яса та продуктів, багатих на залізо, що призводило до анемії. Хоча анемія не була основною причиною смерті, вона ускладнювала такі хвороби жінок, як пневмонія та серцеві захворювання.
З 800-х років покращені методи сільського господарства та різноманітні культури, як овес, ячмінь та бобові, а також збільшене споживання свинини, сиру, яєць і оселедця, забезпечували більше білка. До 12-го століття кролики були завезені до Англії, що покращило раціон. Як результат, європейці споживали більше білка, ніж будь-яка інша популяція того часу, що сприяло зростанню населення перед Чорною смертю.. У містах Європи 15-го століття жінки переважали чоловіків, особливо серед літніх людей, хоча неодружених чоловіків понад 15 років було більше. Поширеність дитячих шлюбів (коли дівчат одружували ще дітьми) сприяла цьому демографічному зразку, що підкреслює часто мізогінні медичні практики того часу.

## За періодами

### Раннє середньовіччя (476–1000)

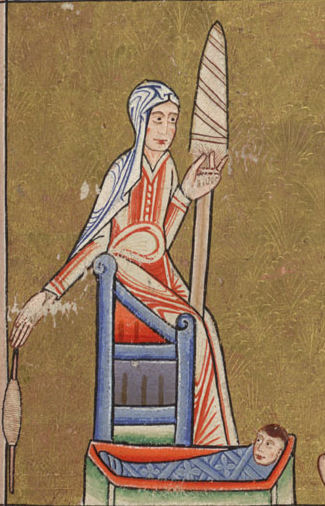
Прядіння руками було традиційним видом жіночої праці.

Життя жінок у ранньому середньовіччі сильно залежало від їхнього місця проживання та соціального статусу. Церковні джерела надають багато інформації про жінок, які жили під владою християнства. Уривки документів часів римської доби дають уявлення про жінок в інших сферах життя. Наприклад, за римським і германським правом жінки мали певний контроль над своїм шлюбом, посагом і майном.
З поширенням християнства ролі жінок здебільшого визначалися у зв'язку з християнською церквою. Деяких жінок християнство приваблювало незалежністю і самостійністю. Завдяки християнському монастицизму жінки могли відмовитися від ролі дружини і матері, не народжувати дітей, що становило реальну загрозу для життя. Жінки-християнки могли брати активну участь у релігійному житті. Наприклад, абатиси керували монастирями, як чоловічими, так і жіночими, а також мали значні землі та владу. А такі постаті, як Гільда Вітбійська (бл. 614–680), навіть мали вплив на національному та навіть міжнародному рівнях.
Влада світських християнок здебільшого залежала від їхнього соціального стану. Жінки, як-от Радегунда, сприяли поширенню християнства завдяки ролі дружини та королеви. На прикладі багатих жінок, на кшталт Дуоди, можна побачити, що жінки мали автономію в часи Каролінзької імперії, хоча відносини жінок усе ще формувалися навколо сімейних та громадських зв'язків. Дійсно, наявність матронімів вказує на те, що матріархальність була важливою для визначення родоводу або для підкреслення соціального статусу жінки.
Несвітські жінки ділили працю зі своїми чоловіками, але на розподіл праці значною мірою впливала стать. Жінки керували домашніми справами, як-от приготування їжі, пивоваріння, прядіння, ткацтво та догляд за худобою. Згідно з бургундською та вестгостською правдами жінки могли бути землевласницями й управительками, особливо якщо вони ще не одружилися, були вдовами або їхні чоловіки були далеко від дому.

### Високе середньовіччя (1000–1300)
До кінця X століття християнство охопило майже всю Європу. Аль-Андалус — територія сучасної Іспанії та Португалії — залишався переважно ісламським, а Нордичні країни, хоча й контактували з християнством, усе ще перебували на етапі переходу. Також є докази існування єврейських громад у містах Центральної Європи. Історики мають більше свідчень про життя жінок і їхню взаємодію зі світом, починаючи з Високого середньовіччя.

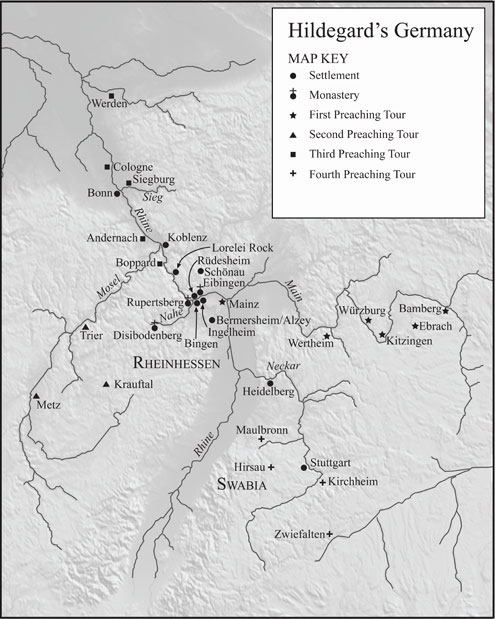
Гільдеґарда Бінгенська провела низку проповідницьких турне по всій Німеччині.

Зміни в християнській церкві в XI-XII століттях вплинули на жінок Західної Європи як у релігійному, так і в світському контексті. Григоріанські реформи суворо обмежили одруження священників, що вплинуло на жінок, які раніше були дружинами священників. Реформи також призвели до реорганізації монастирської системи, яка здебільшого виключала жінок і створювала зони для чоловіків. Ба більше, вони спричинили певний тип репресій, за яких целібат став маркером ритуальної чистоти, яка відрізняла духовенство від мирян. Жінки, відповідно, почали вважатися такими, що "несуть скверну".
Водночас деякі аспекти християнства сприяли духовному розвитку жінок. На короткий період знову стали популярними подвійні монастирі, де абатиси мали як духовну, так і політичну владу (наприклад, абатство Фонтевро). Геррада Ландсбергська, Гільдеґарда Бінгенська та Елоїза Аржантейська були впливовими абатисами та письменницями цього періоду. Хадевейх Антверпенська була поетесою і містикинею.
Культ Марії Магдалини надав можливість жінкам із незаможних верств, удовам, повіям і колишнім дружинам священників знайти притулок у "домах Магдалини". Паралельний культ Діви Марії переосмислював споглядання Христа через страждання Марії. Щодо ролі жінок у церкві, папа Інокентій III у 1210 році писав: "Хоча Пресвята Діва Марія стоїть вище і є більш славною за всіх апостолів разом узятих, все ж не їй, а їм Господь довірив ключі від Царства Небесного". Завдяки цим культам світські жінки могли долучитися до ідеї жіночої святості, від якої вони раніше були відсторонені через свою нецелібатну позицію.

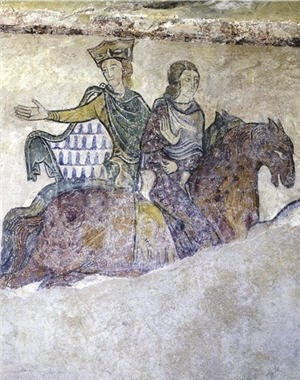
Королева Франції Алієнор Аквітанська була заможною та впливовою жінкою

У світському житті жінки-правительки стали помітними у XII-XIII століттях. Імператриця Матильда боролася за право на правління королівством після свого батька, успішно забезпечила продовження своєї династії та владу Плантагенетів. Її син одружився з Алієнор Аквітанською (1122–1204), однією з найбагатших і найвпливовіших жінок Західної Європи часів високого середньовіччя. Вона була покровителькою таких літераторів, як-от Васе, Бенуа де Сент-Мор і Кретьєн де Труа. У 15 років Алієнор успадкувала титули герцогині Аквітанської та графині Пуатьє як suo jure (за правом власності). Королева Сицилії, Уррака — королева Кастилії і Леону, Іоанна I Наваррська, Мелісенда, королева Єрусалиму та інші правлячі королеви здійснювали політичну владу.
Розвиток канонічного права також вплинув на становище християнських жінок. Четвертий Латеранський собор затвердив необхідність згоди в шлюбі, що гарантувало жінкам певну автономію. Однак такі чоловіки, як Тома Аквінський, стверджували, що жінки мають борг перед своїми чоловіками у шлюбі.

### Пізнє середньовіччя (1300–1500)
У пізньому середньовіччі жінки, як-от свята Катерина Сієнська, яка сприяла зацікавленню у хрестовому поході з Папою Григорієм XI для реформування Католицької Церкви і свята Тереза Авільська, яка підкреслювала вплив любові до Бога на серце, відігравали важливі ролі в розвитку теологічних ідей та дискусій у межах церкви і пізніше були оголошені Вчителями Римсько-Католицької Церкви. Містична Джуліан Норвічська також була важливою постаттю в Англії, оскільки її вважали першою жінкою, яка написала книгу, що збереглася, англійською мовою.
Ізабелла I Кастильська правила обʼєднаним королівством разом зі своїм чоловіком Фернандо II (король Арагону). Жанна д'Арк успішно очолила французьку армію кілька разів під час Столітньої війни.

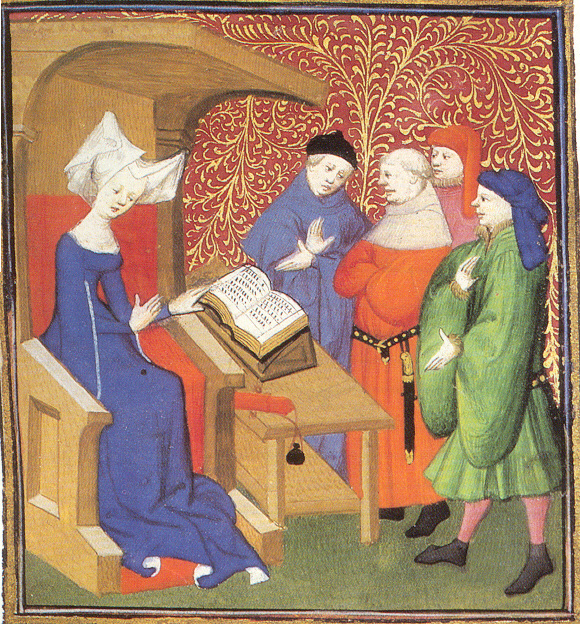
Христина Пізанська стала професійною письменницею після смерті чоловіка в 1390 році

Христина Пізанська була відомою пізньосередньовічною письменницею, що займалася проблемами та правами жінок. Її “Книга про Град Жіночий” критикувала мізогінію, а “Скарб міста дам” викладала ідеал жіночої доброчесності для жінок різних соціальних верств — від принцес до дружин селян. Її порада принцесі включала рекомендацію використовувати дипломатичні навички для запобігання війни: “якщо який-небудь сусідній чи іноземний принц хоче з якоїсь причини оголосити війну її чоловікові, або якщо її чоловік хоче розпочати війну проти когось, добра пані повинна уважно розглянути це питання, пам’ятаючи про великі біди й нескінченні жорстокості, руйнування, масові вбивства та шкоду для країни, які призводять до війни; результат часто є жахливим. Вона довго й ретельно роздумуватиме, чи можна зробити щось (завжди зберігаючи честь її чоловіка), щоб запобігти цій війні[сторінка?].
З останнього століття середньовіччя почали з’являтися обмеження на працю жінок, а купецькі гільдії поступово ставали виключно чоловічими. Деякі причини цього можуть полягати в зростанні статусу та політичної ролі купецьких гільдій, а також у збільшенні конкуренції з боку домашніх промислів, що змусило їх посилити вимоги до вступу. Права жінок на майно також почали обмежуватися в цей період.

## Подальше читання
- Allen, Prudence (1997). The Aristotelian Revolution, 750BC - AD1250. The Concept of Woman. Т. 1. Eerdmans. ISBN 978-0802842701.
- Green, Monica (1989). Women's Medical Practice and Health Care in Medieval Europe. Signs: Journal of Women in Culture and Society. 14 (2): 434—474. doi:10.1086/494516. PMID 11618104. S2CID 38651601.
- Gilchrist, Roberta (1996). Gender and Material Culture: The Archaeology of Religious Women. Cambridge Archaeological Journal. 6 (1): 119—136. doi:10.1017/S0959774300001621. S2CID 160573407.
- Hicks, Leonie V. (2007). Religious life in Normandy: space, gender and social pressure, c.1050–1300. Boydell & Brewer. ISBN 9781843833291.

- Wright, Sharon Hubbs. "Medieval European peasant women: A fragmented historiography." History Compass (June 2020), 18#6 pp 1–12.